# Francisco de Paula Oliveira Guimarães
Francisco de Paula Oliveira Guimarães (Salvador, 6 de agosto de 1852 — Salvador, 23 de abril de 1909) foi um político brasileiro. Exerceu o mandato de deputado federal constituinte pela Bahia em 1891.

## Família e formação
Francisco de Paula Oliveira Guimarães nasceu na cidade de Salvador, na Bahia, em seis de agosto de 1852, filho de Antônio Ferreira de Oliveira Guimarães e de Ana Hermília Guimarães Machado. Estudou em Salvador e seguiu para a Faculdade de Medicina da Bahia, onde se bacharelou em 1873.
Ingressou no Corpo de Saúde do Exército como tenente segundo cirurgião, sendo promovido, em 1885, a capitão primeiro cirurgião e, em 1890, a major cirurgião-mor de brigada e a tenente-coronel. Membro do Clube Militar da Bahia, apoiou a proclamação da República em 15 de novembro de 1889 e lançou candidatura para a Câmara dos Deputados.

## Carreira Política

### Deputado Constituinte
Elegeu-se para a legislatura constituinte do Congresso, a 21ª Legislatura, de 1890 a 1891. No cargo, defendeu a ação do ministro da Fazenda Ruy Barbosa de queimar os arquivos públicos da escravatura.
No que tangia à religião, apoiou a imposição de um Estado Laico, na defesa da liberdade religiosa e dos direitos civis, e o projeto de emenda do também deputado pela Bahia Joaquim Inácio Tosta, de caráter federalista, que visava ampliar a liberdade dos estados em decidir como lidar com a questão religiosa. Protestou contra a proibição do direito ao voto de líderes religiosos.
Votou a favor do projeto de emenda do colega de bancada Anfilófio de Carvalho que visava uma reforma da organização jurídica. Posicionou-se a favor do projeto de emenda o qual determinava que a União deveria assumir as dívidas contraídas pelos estados até 15 de novembro de 1890. Votou a favor, também, da emenda do deputado por Pernambuco José Mariano Carneiro da Cunha que concedia aos estados um adicional de 15% sobre as importações. Apoiou, ainda, a emenda do senador pela Bahia Virgílio Clímaco Damásio que concedia uma pensão vitalícia ao destituído imperador Dom Pedro II.
A partir da crescente insatisfação do Congresso com o então presidente e marechal Deodoro da Fonseca, os parlamentares passaram a armar derrubadas de decretos do Governo Provisório. Oliveira Guimarães, porém, manisfestou-se contra tal ato, defendendo que as medidas só poderiam ser derrubadas a partir da legislatura ordinária. Também se opôs ao projeto de emenda do deputado pelo Rio de Janeiro Nilo Peçanha que visava incompatibilizar para o cargo de presidente estadual os políticos nomeados pelo Governo Provisório ou aqueles que estivessem no poder até quatro meses antes da eleição. Numa postura federalista, o tenente-coronel ressaltou que tal assunto dizia respeito apenas aos estados e às assembleias legislativas locais, e que a ação descredibilizava o Governo Provisório.
Ainda em mandato constituinte, sugeriu a criação do Supremo Tribunal Militar, opôs-se ao recrutamento compulsório, à isenção pecuniária e às substituições individuais. Apoiou o sorteio após prévio alistamento; o projeto de emenda do deputado pelo Rio de Janeiro João Batista da Mota que nacionalizava o sistema de cabotagem; a mensagem-moção do deputado pelo Rio Grande do Sul Ramiro Barcelos que pedia a permanência do marechal Deodoro e de seus ministros no poder; e a moção corretiva do mesmo deputado que assegurava ao Congresso poderes unicamente constituintes, sem ter o poder de derrubar medidas do Governo Provisório.

### Deputado Federal
Com a promulgação da Constituição de 1891, passou a exercer a legislatura ordinária, a 22ª, de 1891 a 1893, garantindo também a 23ª Legislatura, de 1894 a 1896. Nesse último ano, foi nomeado intendente de Salvador pelo presidente baiano Luís Viana, cargo que exerceu junta à legislatura até 1899. Reelegeu-se para as 24ª, de 1897 a 1899, e 25ª, de 1900 a 1902. Nesse último ano, foi promovido a coronel.
No exercício da 25ª Legislatura, de 1903 a 1905, tornou-se presidente da Câmara logo no ano de começo da legislação, cargo que só largaria em 1907, no exercício da 28ª Legislatura, de 1906 a 1908. Em 1904, foi promovido a general de brigada. No Congresso, ficou muito conhecido por sua postura conciliadora, integrando a comissão de Orçamento, da qual foi relator, e diversas outras. Como deputado, preocupou-se com a educação de seu estado, repassando verba para a reforma da faculdade onde se formou.
Com a Grande Cisma de 1907, o general, com sua postura conciliadora, buscou neutralidade entre os severinistas e os marcelinistas, o que lhe custou o apoio das elites baianas. Faleceu na sua cidade natal em 23 de abril de 1909, sócio do Instituto Histórico e Geográfico Brasileiro e reconhecido como notório político soteropolitano.